# Volkshaus (Leverkusen)
Das Volkshaus in Leverkusen entstand aus der Tradition der Volkshäuser und Gewerkschaftshäuser und wurde 1930 in Eigeninitiative von Angehörigen des der Kommunistischen Partei Deutschlands (KPD) nahestehenden Proletarischen Kulturkartells gebaut. Das Proletarische Kulturkartell hatte wie auch die der SPD nahestehende Arbeiterwohlfahrt von der damaligen Stadt Wiesdorf ein Gelände für die Errichtung eines eigenen Veranstaltungslokals zugesprochen bekommen. Seit 1977 befindet sich im Volkshaus die Karl-Liebknecht-Schule, die zentrale Bildungsstätte der DKP.

## Geschichte
Mitte der 1920er Jahre gründete sich ein Arbeitersport- und Kulturkartell, das den Namen Kulturkartell Wiesdorf eGmbH führte und sich als Dachverband von elf Arbeiterorganisationen verstand. Das Proletarische Kulturkartell wurde hauptsächlich von der KPD unterstützt. Nach dem Beginn der Terrorherrschaft der NSDAP Ende Januar 1933 wurde das Volkshaus am 28. Februar 1933 von den Nationalsozialisten besetzt. Der geschätzte Wert des „Wohn- und Wirtschaftsgebäudes, 2-stöckig, unterkellert wird mit 20.000 RM“ angegeben.
Die Nationalsozialisten richteten sich im Volkshaus ein. Kurzzeitig wurde das Haus als Horst Wessel-Haus bezeichnet, dann wurde es Hermann Göring-Heim genannt. Hier fand die Führerschule der SA-Standarte 53 ihre Unterkunft. Währenddessen wurde das Kulturkartell durch Verfügung des Landrats in Opladen auf Veranlassung des Staatspolizeiamtes in Düsseldorf am 2. Juli 1933 als staatsfeindlich aufgelöst und sein Vermögen (760 RM) der Staatskasse zur Verfügung gestellt. Viele Angehörige des Kulturkartells wurden, wie andere Gegner der Nationalsozialisten auch, während der kommenden zwölf Jahre verfolgt.
1977 zog die Karl-Liebknecht-Schule als zentrale Parteischule der DKP von Essen nach Leverkusen um. Das Volkshaus wurde dafür umgebaut, Schlaf- und Seminarräume eingerichtet. Für die nächsten zehn Jahre fanden pro Jahr rund vierzig Wochenlehrgänge statt.